# Kenneth Fuchs

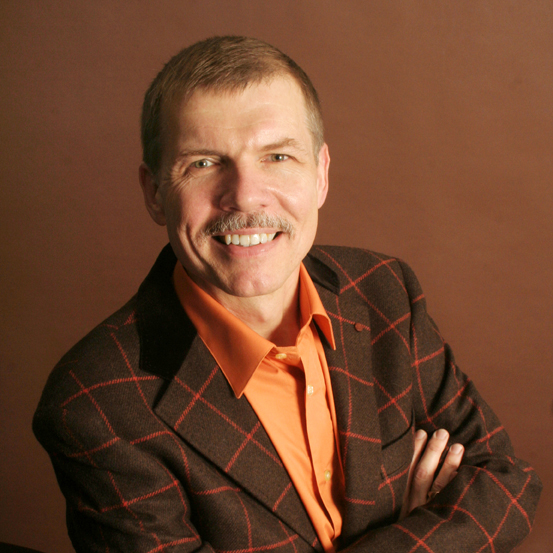
Kenneth Fuchs

Kenneth Fuchs (1 juli 1956) is een Amerikaanse componist van klassieke muziek.
Zijn muzikale opleiding begint in 1969 bij Alfred Reed aan de Miami University. Na daar afgestudeerd te zijn vangt hij aan met stdies aan de Julliard School of Music, eerst bij Vincent Persichetti, David Diamond en Stanley Wolfe, daarna bij Milton Babbit en nogmaals Persichetti. In 1988 rondt hij zijn studie af. Al gedurende zijn studie bekleedde hij al talloze functies binnen de Amerikaanse muziekwereld en geeft hij lessen en colleges in onder andere muziektheorie en compositie. Vanaf 2002 woont hij en geeft hij college in Connecticut.
Hij voltooide zijn eerste compositie in 1973 en heeft sindsdien in bijna alle genres gecomponeerd, een symfonie ontbreekt nog. Afgelopen jaren is een aantal cd’s gewijd aan zijn muziek uitgegeven. Die met werken voor orkest verschenen bij Naxos en die met strijkkwartetten bij Albany Records; ze werden goed ontvangen. De orkestwerken werden opgenomen door het London Symphony Orchestra dat tot de beste orkesten ter wereld wordt gerekend. Voor dat orkest en hun hoornist componeerder hij Canticle of the Sun, een hoornconcert.